# Dasyrhamphis insecutor
Dasyrhamphis insecutor är en tvåvingeart som först beskrevs av Austen 1920.  Dasyrhamphis insecutor ingår i släktet Dasyrhamphis och familjen bromsar. Inga underarter finns listade i Catalogue of Life.